# Dracula vespertilio
Dracula vespertilio là một loài lan.

## Hình ảnh

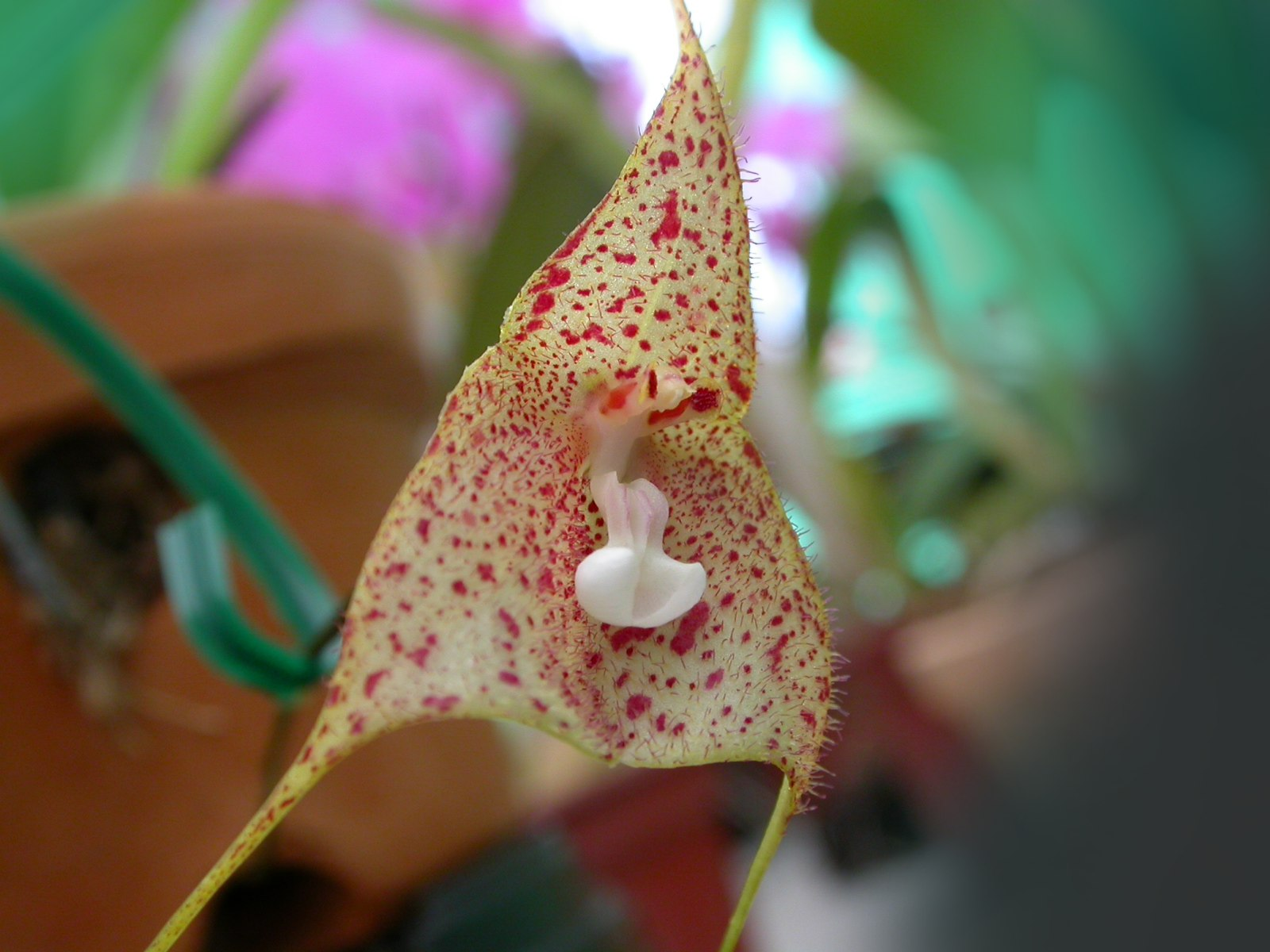
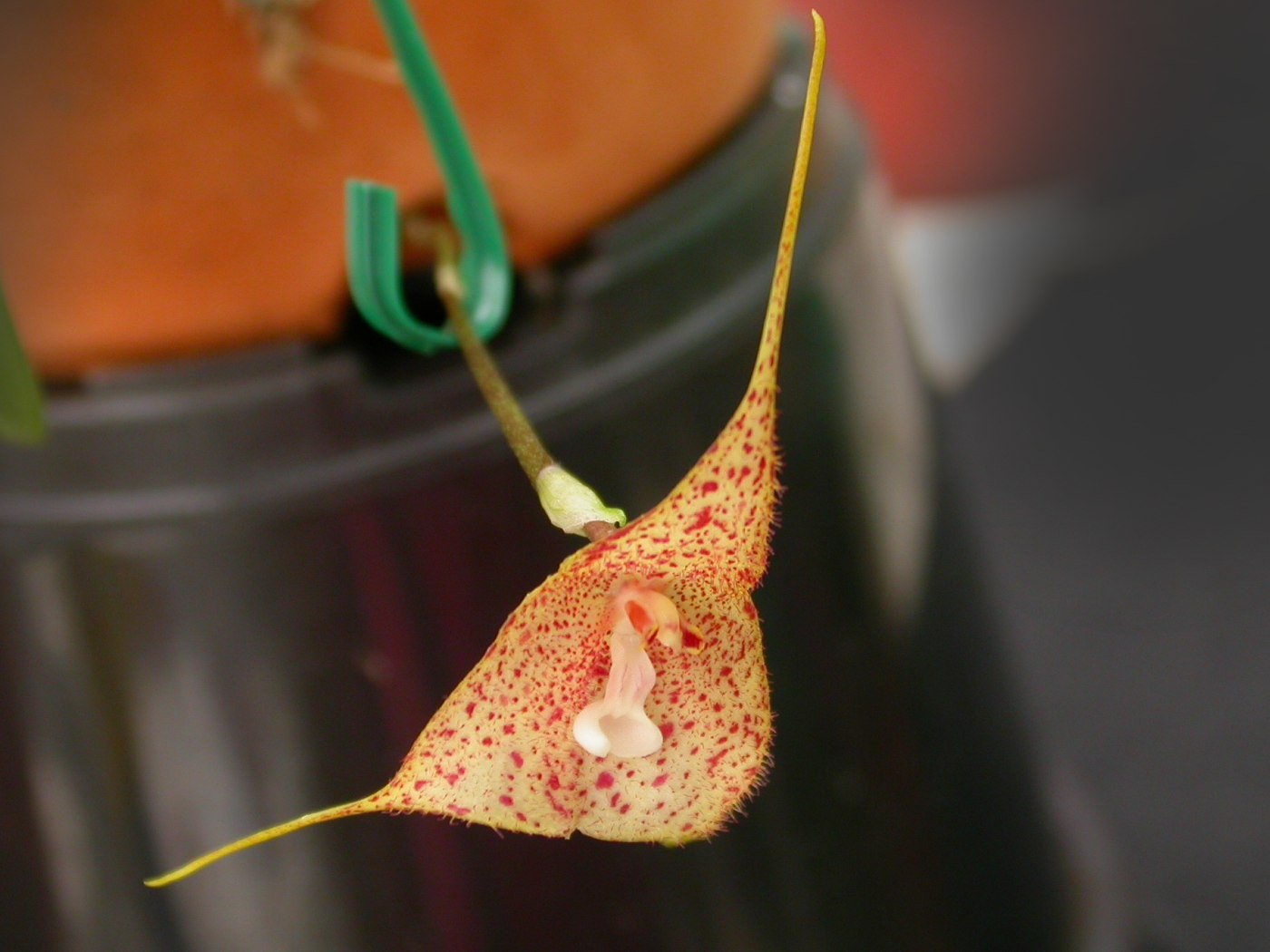
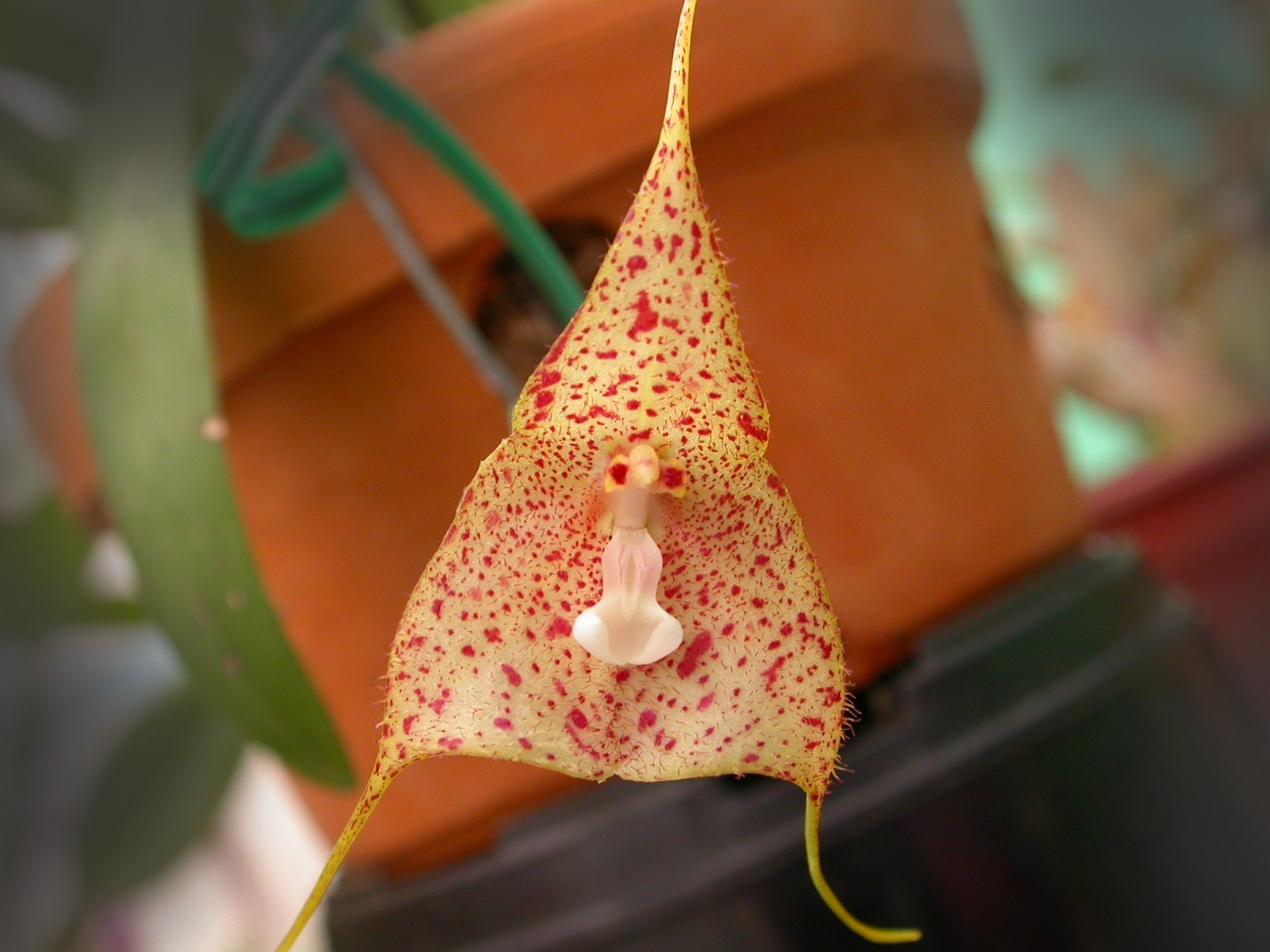
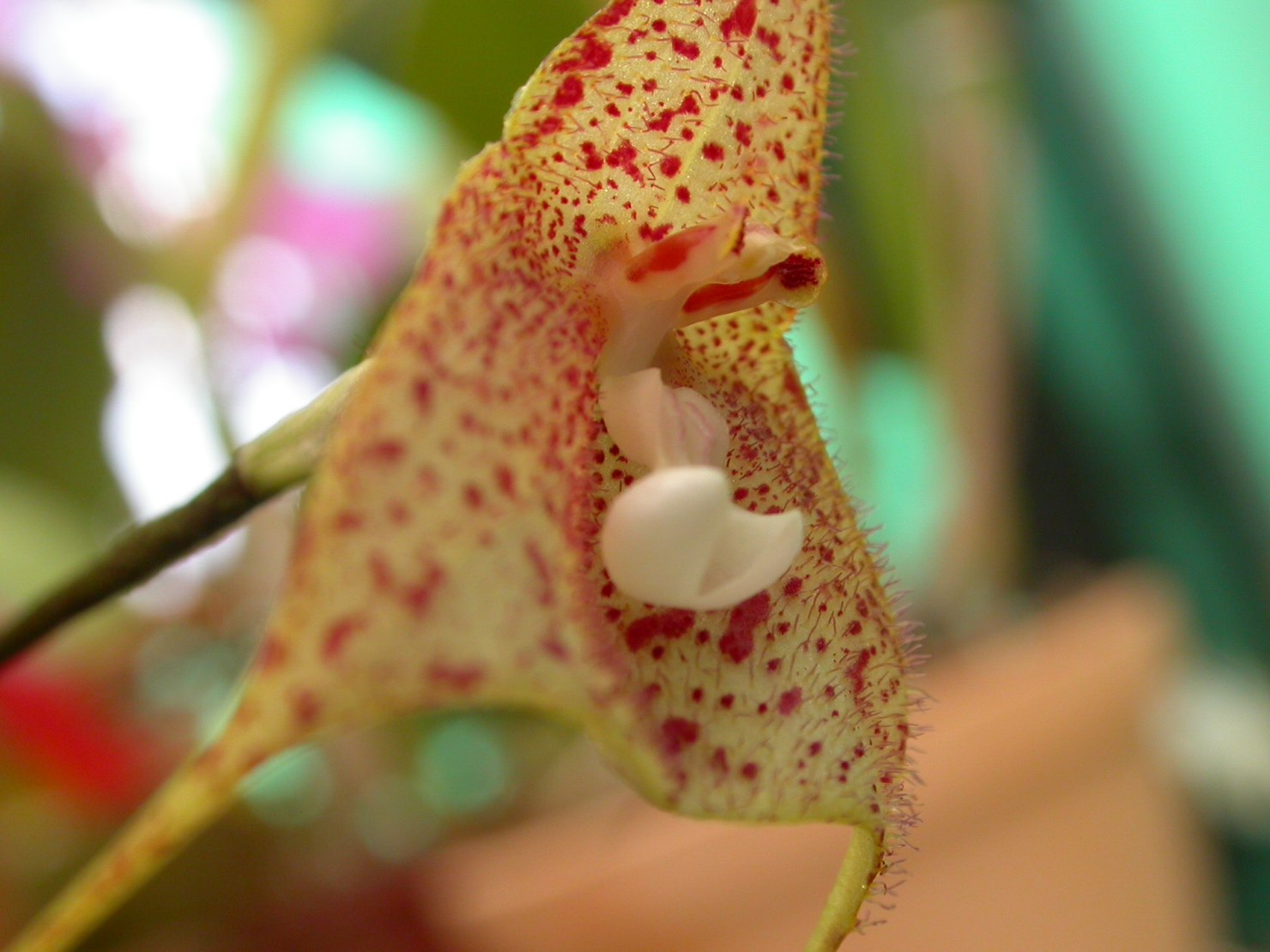